# Нейтринний детектор
Нейтринний детектор — фізичний прилад, збудований для вивчення нейтрино. Оскільки нейтрино слабко взаємодіють з іншими частинками, детектори нейтрино повинні бути дуже великими, щоб виявити достатню кількість нейтрино. Детектори нейтрино часто будують під землею, щоб захистити детектор від космічних променів та іншого фонового випромінювання. Реєструються як нейтрино від наземних ядерних реакторів і прискорювачів частинок, так і нейтрино космічного походження. Нейтринна астрономія все ще знаходиться на початковому етапі свого розвитку, і має лише декілька відомих позаземних джерел нейтрино: Сонце, наднову SN 1987A у сусідній Великій Магеллановій Хмарі і, можливо, блазар TXS 0506+056 на відстані приблизно 3,7 мільярдів світлових років. Нейтринні обсерваторії відкривають новий спосіб спостереження Всесвіту і з часом мають стати важливим компонентом багатоканальної астрономії.
Використовують різні методи детектування нейтрино. Наприклад, Супер-Каміоканде — це великий об’єм води, оточений фотоелектронними помножувачами, які спостерігають за черенковське випромінюванням від електронів або мюонів, утворених у воді під дією нейтрино. Садберійська нейтринна обсерваторія діє подібним чином, але замість води використовує важку воду, а IceCube використовує лід. Інші детектори складаються з великих об’ємів хлору або галію, які періодично перевірялися на надлишок аргону або германію відповідно, утворених нейтрино під час взаємодії з середовищем детектора. MINOS використовував твердий пластиковий сцинтилятор, за яким спостерігають за допомогою фотопомножувачів; Borexino використовують сцинтилятор з рідкого псевдокумолу, який також спостерігають фотопомножувачами; а детектор NOνA використовує рідкий сцинтилятор, який спостерігають лавинні фотодіоди.
Розробка й удосконалення нейтринних детекторів були відмічені трьома Нобелівськими преміями: Фредеріку Райнесу «за експериментальне виявлення нейтрино» (1995), Раймонду Девісу й Масатосі Косібі «за створення нейтринної астрономії» (2002), Артуру Макдональду й Кадзіті Такаакі «за відкриття нейтринних осциляцій, що доводить наявність маси нейтрино» (2015).

## Теорія
Через кожен квадратний сантиметр непомітно для нас щосекунди проходять десятки мільярдів нейтрино. Багато з них утворились під час Великого вибуху, інші бути породжені ядерними реакціями в надрах зір та планет, вибухами наднових зір, подіями в ядрах далеких галактик.
Попри їхню всюдисущість, нейтрино надзвичайно важко виявити через відсутність у них електричного та колірного заряду. На відміну від більшості інших частинок, нейтрино взаємодіють лише через гравітацію та слабку взаємодію. Два типи слабких взаємодій, в які вони беруть участь, - це нейтральний струм (який передбачає обмін Z-бозоном і призводить лише до їхнього відхилення) і заряджений струм (який передбачає обмін W-бозоном і змушує нейтрино перетворюватися на заряджений лептон, - електрон, мюон або тау-лептон, - а антинейтрино - перетворитись на одну з їхніх античастинок). Нейтрино повинні мати масу, але ця маса має бути дуже малою, можливо, менше мільйонної частки маси електрона, тому гравітаційна сила, спричинена нейтрино, поки що занадто слабка для виявлення, і єдиним способом детектування нейтрино залишаються два типи їхньої слабкої взаємодії:

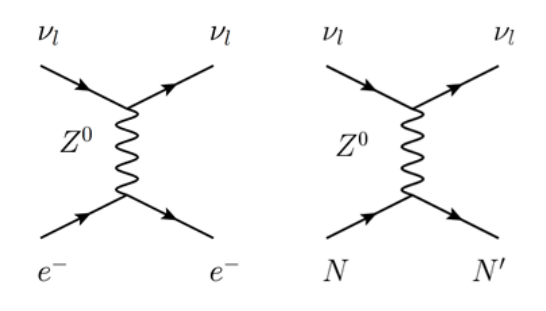
Приклади нейтральних струмів

- Нейтральний струм. У взаємодії з нейтральним струмом нейтрино входить і потім залишає детектор, як передавши частину своєї енергії та імпульсу частинці-мішені. Якщо частинка-мішень є зарядженою та достатньо легкою (наприклад, електрон), вона може бути прискорена до релятивістської швидкості та, як наслідок, випускати черенковське випромінювання, яке можна спостерігати безпосередньо. В таких реакціях можуть брати участь нейтрино усіх трьох ароматів (електронне, мюонне і тауонне), незалежно від їхньої енергії. Однак жодної інформації про аромат нейтрино з такої реакції отримати неможливо.

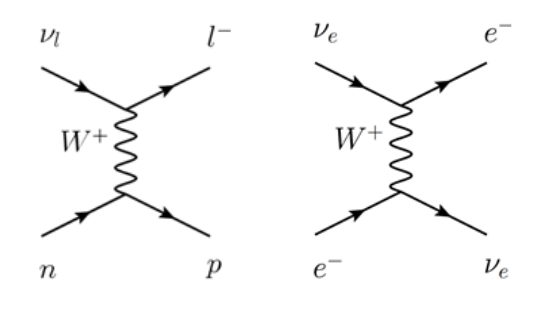
Приклади заряджених струмів

- Заряджений струм. У взаємодії зарядженого струму нейтрино високої енергії перетворюється на лептон -партнер (електрон, мюон або тауон для електронного, мюонного й тауонного нейтрино відповідно). Однак, якщо нейтрино не має достатньої енергії для створення маси свого важчого партнера, взаємодія зарядженого струму для нього фактично недоступна. Нейтрино від Сонця та від ядерних реакторів мають достатню енергію для створення електронів. Більшість пучків нейтрино, створених на прискорювачах[en], також можуть створювати мюони, і лише деякі можуть створювати тауони. Детектор, здатний розрізняти ці лептони, може визначити аромат нейтрино, що бере участь у взаємодії зарядженого струму. Оскільки взаємодія передбачає обмін W-бозоном, частинка-мішень також змінюється (наприклад, нейтрон перетворюється на протон).

## Техніка виявлення

### Сцинтилятори
Антинейтрино були вперше виявлені поблизу ядерного реактора на Саванна-Рівер під час нейтринного експерименту Коуена–Рейнса в 1956 році. Фредерік Рейнс і Клайд Коуен використовували дві мішені, що містили розчин хлориду кадмію у воді. Поруч з водними мішенями розмістили два сцинтиляційних детектори. Антинейтрино з енергією, що перевищувала поріг 1,8 МеВ, спричинило зворотний бета-розпад протонів у воді за допомогою зарядженого струму, утворивши позитрони та нейтрони. Утворені позитрони анігілювали з електронами, створюючи пари одночасних фотонів з енергією приблизно 0,5 МеВ кожен, які могли бути виявлені двома сцинтиляційними детекторами над і під мішенню. Нейтрони були захоплені ядрами кадмію, що призвело до відкладеного вивільнення гамма-променів близько 8 МеВ, які виявляли через кілька мікросекунд після фотонів від події анігіляції позитрона. Хоча лише близько 3% антинейтрино з ядерного реактора мали достатню енергії понад 1,8 МеВ, достатню для їхньої реєстрації детектором, цих результатів було достатньо для доведення існування нейтрино. Френк Райс отримав за цей експеримент Нобелівську премію з фізики.
Деякі сучасні детектори продовжують використовувати ті ж підходи. Так набагато більший детектор KamLAND досліджує нейтринні осциляції, спостерігаючи антинейтрино з 53 японських атомних електростанцій. Не такий великий, але набагато краще очищений від ізотопів детектор Borexino зміг з високою точністю виміряти нейтринний спектр Сонця, а також антинейтрино від Землі та ядерних реакторів.

### Радіохімічні методи
Хлорні детектори, ідея яких була запропонована Бруно Понтекорво, складаються з резервуара, наповненого хлоровмісною рідиною, наприклад, тетрахлоретиленом. Нейтрино іноді перетворює атом хлору-37 на атом аргону-37 через взаємодію зарядженого струму. Порогова енергія нейтрино для цієї реакції становить 0,814 МеВ. Рідина періодично очищається газоподібним гелієм, який видаляє аргон. Потім гелій охолоджується, щоб відокремити аргон, і атоми аргону підраховуються на основі радіоактивних розпадів шляхом електронного захоплення. Детектор хлору в колишній шахті Гоумстейк поблизу Ліда в Південній Дакоті, що містив 470 тонн рідини, першим виявив сонячні нейтрино та вперше визначив нестачу електронних нейтрино у порівнянні з теоретичними моделями внутрішньої будови Сонця, так звану проблему сонячних нейтрино. Раймонд Девіс, який керував цими експериментами, був нагороджений Нобелівською премією.
Детектори подібної конструкції, але з набагато нижчим порогом виявлення 0,233 МеВ, використовують перетворення галію-71 на германій-71 під дією нейтрино. Германій потім екстрагують хімічним шляхом, і нейтрино підраховують за кількістю радіоактивних розпадів германію. Цей метод носить жартівливу назву «ельзасько-лотарингського» за послідовність реакцій Ga → Ge → Ga. Експеримент SAGE в Росії використовував близько 50 тонн галію, а експерименти GALLEX в Італії - близько 30 тонн галію. Ціна на галій дуже висока, тому цей метод важко застосовувати у великих масштабах, і більші експерименти використовують інші, дешевші методи.
Радіохімічні методи виявлення корисні лише для підрахунку нейтрино. Вони майже не дають інформації про енергію нейтрино або напрямок руху.

### Черенковські детектори
Черенковські детектори використовують черенковське випромінювання, яке виникає щоразу, коли заряджені частинки (наприклад, електрони або мюони), рухаються крізь середовище зі швидкістю, більшою за швидкість світла в цьому середовищі. У черенковському детекторі великий об’єм прозорого матеріалу, такого як вода або лід, оточений світлочутливими фотопомножувачами. Заряджений лептон, утворений завдяки взаємодії нейтрино з середовищем, рухається через детектор дещо швидше, ніж швидкість світла в середовищі детектора (однак, звісно, дещо повільніше, ніж швидкість світла у вакуумі). Заряджений лептон генерує черенковське випромінювання у видимому діапазоні. Це випромінювання реєструється фотопомножувачами та проявляється як характерна кільцеподібна картина спрацьовувань в масиві фотопомножувачів. Цей метод реєстрації можна використовувати, щоб визначити напрямок, енергію та (іноді) аромат нейтрино.
Два заповнені водою детектори цього типу, Каміоканде та IMB, зафіксували спалах нейтрино від наднової SN 1987A у Великій Магеллановій Хмарі, зареєструвавши 12 і 8 нейтрино відповідно (ще 5 нейтрино виявив сцинтилятор в Баксанській нейтринній обсерваторії), а в 1988 році Каміоканде зареєстрував сонячні нейтрино. Його наступник, Супер-Каміоканде, став найбільшим водним черенковським детектором: він використовує 50 тис. тонн чистої води в оточенні 11 тис. фотопомножувачів на глибині 1 км під землею.
Нейтринна обсерваторія Садбері використовує 1000 тонн надчистої важкої води, що міститься в ємності діаметром 12 м з акрилового пластику, оточеною циліндром зі звичайною надчистою водою діаметром 22 м і висотою 34 м. На додаток до взаємодії нейтрино, видимої у звичайному водному детекторі, нейтрино може розщепити дейтерій у важкій воді. Отриманий вільний нейтрон згодом захоплюється, спричиняючи спалах гамма-променів, який можна виявити. У цій реакції дисоціації беруть участь усі три аромати нейтрино.
Керівники черенковських детекторів Каміоканде, Супер-Каміоканде і Садбері отримали Нобелівські премії (в 2002 і 2015 роках).
Черенковський детектор MiniBooNE використовує середовище з чистої мінеральної оливи, яка є природним сцинтилятором, що дозволяє реєструвати навіть частинки з енергією, недостатньою для створення черенковського випромінювання.

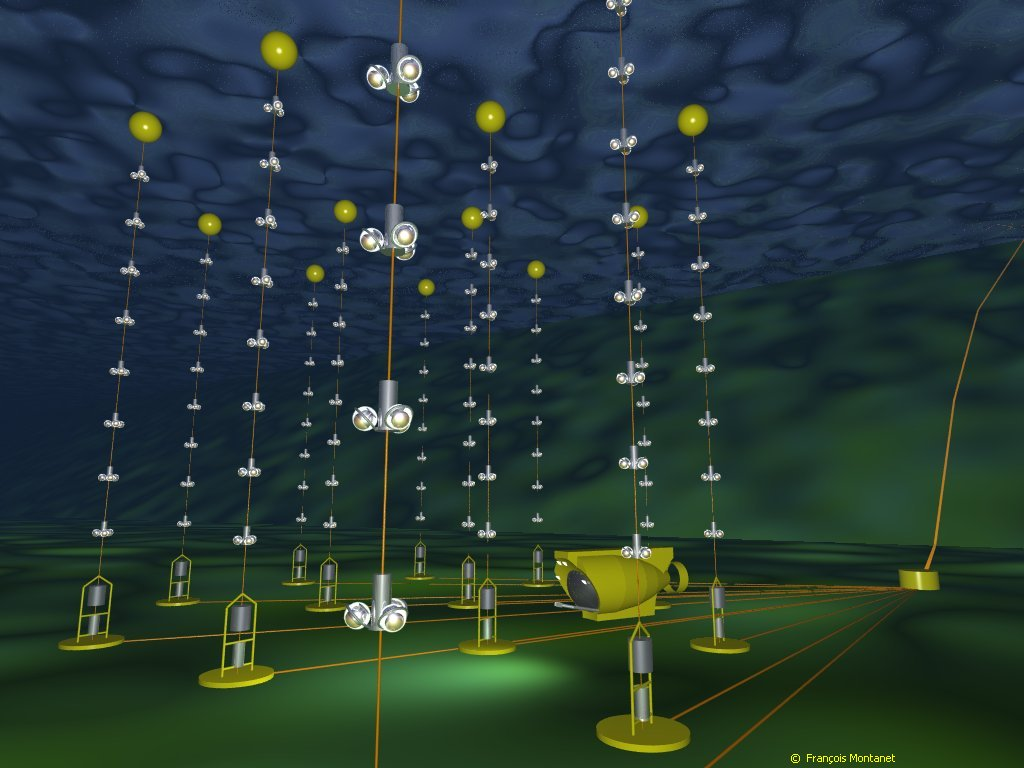
Ілюстрація підводного нейтринного детектора ANTARES.

Потік нейтрино зменшується зі збільшенням їхньої енергії, тому для реєстрації нейтрино високих енергій потрібні дуже великі детектори. Щоб уникнути надмірних коштів на будівництво таких детекторів кілометрового розміру, фотопомножувачі встановлюють глибоко всередині вже існуючих утворень природної води або льоду. Верхні шари льоду або води товщиною сотні метрів добре екранують детектор від атмосферних мюонів і захищають його від сонячного світла, хоч ідеальної темряви на практиці досягти не вдається через розпад калію-40.

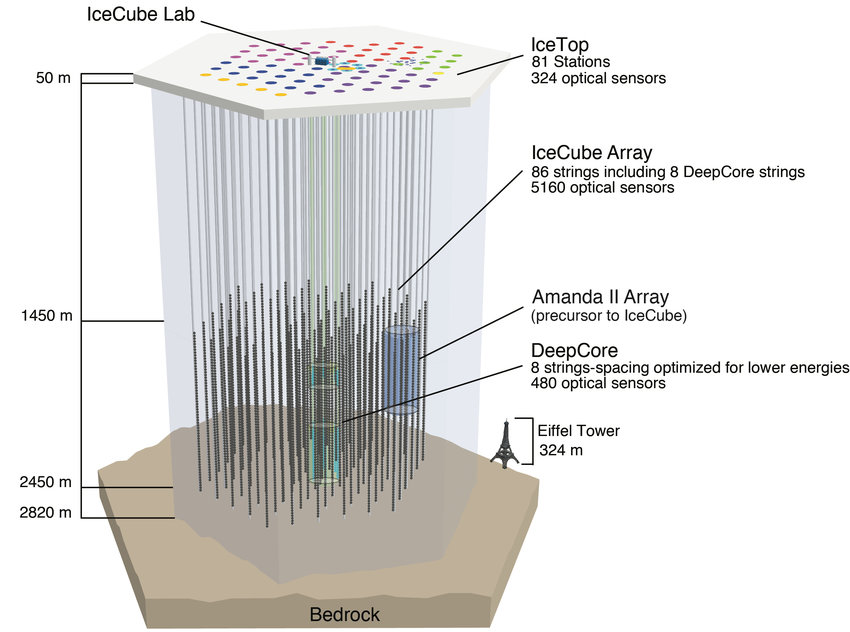
Схема нейтринного телескопа IceCube

Наприклад, телескоп ANTARES знаходиться у Середземному морі на глибині близько 2,5 км і використовує навколишню морську воду як середовище детектора. Він складається з масиву з дванадцяти окремих 350-метрових вертикальних дротів на відстані 70 м один від одного, на кожному з яких знаходиться 75 оптичних модулів фотопомножувачів. Глибоководний нейтринний телескоп наступного покоління KM3NeT матиме загальний інструментальний об’єм приблизно 5 км3 і буде розміщений у трьох окремих місцях у Середземному морі.
У 1996–2004 роках в Антарктиді діяв масив детекторів AMANDA, який використовував фотопомножувачі, закріплені на дротах, занурених в лід біля Південного полюса на глибину 1,5–2 км. Реєстрація часу прибуття черенковських фотонів дозволяла виявляти нейтрино з енергіями понад 50 ГеВ з просторовою роздільною здатністю близько 2 градусів. З часом AMANDA була розширена до обсерваторії IceCube, яка вже мала об’єм масиву детекторів один кубічний кілометр. Ice Cube лежить глибоко під Південним полюсом у кубічному кілометрі абсолютно чистого льоду без бульбашок повітря і реєструє нейтрино за спалахами черенковського випромінювання від ультрарелятивістських частинок, прискорених під дією нейтрино.

### Радіодетектори
Експеримент RICE використовує антени для виявлення черенковського випромінювання від нейтрино високої енергії в антарктичному льоду. ANITA — це пристрій на повітряній кулі, який літає над Антарктидою та виявляє випромінювання Аскар'яна, створене нейтрино надвисокої енергії, що взаємодіє з льодом під детектором. В даний час будується Радіонейтринна обсерваторія Гренландії, яка використовує ефект Аскар'яна в льоду для виявлення нейтрино з енергією >10 ПеВ.

### Трекові калориметри
Трекові калориметри, такі як детектори MINOS, використовують почергово укладені площини поглиначого та детектуючого матеріалу. Поглиначі площини забезпечують масу детектора, тоді як детектуючі площини забезпечують інформацію про трек частинки. Сталь є популярним поглиначем, оскільки вона відносно щільна і недорога, а також має перевагу в тому, що її можна намагнічувати. Активним детектором часто є рідкий або пластиковий сцинтилятор, який зчитується за допомогою фотопомножувачів, хоча також використовуються різні види іонізаційних камер.
Проєкт NOνA пропонує усунути площини поглинача на користь використання дуже великого активного об’єму детектора.
Трекові калориметри корисні лише для нейтрино з високою енергією (ГеВ-діапазон). При цих енергіях взаємодії нейтральних струмів утворюють цілу зливу адронів, а взаємодії заряджених струмів ідентифікуються за наявністю зарядженого лептонного треку (можливо, поряд з деякими адронами).
Мюон, що утворюється під час взаємодії зарядженого струму, залишає довгий проникний слід, і його легко помітити. Довжина цього мюонного треку та його кривина в магнітному полі дозволяють визначити енергію та заряд, дозволяючи, зокрема, відрізнити 
μ−
 від 
μ+
. Електрон у детекторі створює електромагнітну зливу, яку можна відрізнити від адронних злив, якщо роздільна здатність активного детектора мала порівняно з фізичним розміром дощу. Тау-лептони по суті відразу розпадаються або на інший заряджений лептон, або на піони, і їх неможливо спостерігати безпосередньо в такому детекторі. (Щоб безпосередньо спостерігати тау-лептони, зазвичай шукають перегин доріжок у фотоемульсії.)

### Когерентні детектори віддачі
При низьких енергіях нейтрино може розсіюватися від усього ядра атома, а не від окремих нуклонів, у процесі, званому "когерентним пружним розсіюванням нейтрино на ядрі нейтральним струмом" або просто "когерентним розсіюванням нейтрино". Цей ефект був використаний для створення надзвичайно малого детектора нейтрино. На відміну від більшості інших методів виявлення, когерентне розсіювання не залежить від аромату нейтрино.

## Віднімання фону
Більшість нейтринних експериментів мають розглядати потік космічних променів, які бомбардують поверхню Землі.
В експериментах з пошуку нейтрино високих енергій (приблизно >50 МеВ) часто основний детектор оточують «вето-детекторами», які виявляють проходження космічних променів через первинний детектор, дозволяючи ігнорувати спричинені ними реакції в основному детекторі («накладають вето» на них). Оскільки потік мюонів, що падає в атмосферу, приходить з усіх напрямків, виявлення локалізованого за напрямком надлишку по відношенню до фону видає космічну подію.
Для експериментів із меншою енергією космічні промені не є безпосередньою проблемою. Натомість нейтрони з реакцій сколювання та радіоізотопи, утворені космічними променями, можуть імітувати нейтринні сигнали. Для цих експериментів рішення полягає в тому, щоб розмістити детектор глибоко під землею, щоб земля над ним могла знизити інтенсивність космічних променів до прийнятного рівня.

## Нейтринні телескопи
Нейтринні детектори нейтрино, призначені для реєстрації астрофізичних нейтрино, називають нейтринними телескопами або нейтринними обсерваторіями.
Підводні нейтринні телескопи:
- Байкальський глибоководний нейтринний телескоп (з 1993 року)
- ANTARES (з 2006 року)
- KM3NeT (будується з 2013 року)
- P-ONE (будується)

Підлідні нейтринні телескопи:
- AMANDA (1996–2009, замінений на IceCube)
- IceCube (з 2004)
- DeepCore та PINGU (існуюче та запропоноване розширення до IceCube)

Підземні нейтринні телескопи:
- Баксанська нейтринна обсерваторія (Росія), місце експериментів Радянсько-американський галієвий експеримент, GGNT і майбутнього BLVSD.
- Національна лабораторія Гран-Сассо (Італія), місце розташування Borexino, CUORE[en] та інших експериментів.
- Підземна нейтринна обсерваторія Цзянмень (JUNO, Китай)
- Шахта Судан[en] (США), де розташовані Судан 2[en], MINOS[en] і CDMS
- Обсерваторія Каміока (Японія), місце розташування Super-Kamiokande і його наступника Hyper-Kamiokande, який зараз будується.
- DUNE[en] (США)
- Нейтринна обсерваторія Садбері (SNO, Канада) та її наступник SNO+.

Інші:
- GALLEX (1991–1997)
- Дая-Бей[en] (2011–2020)
- ANITA
- NOνA